# Pyrausta melaleucalis
Pyrausta melaleucalis là một loài bướm đêm trong họ Crambidae.